# Турецко-южносуданские отношения
Турецко-южносуданские отношения — двусторонние дипломатические отношения между Турцией и Южным Суданом.

## История
Турция была одной из первых стран, признавших независимость Южного Судана от Судана в 2011 году. Вскоре после этого генеральное консульство Турции в Джубе было повышено до статуса посольства. На церемонии независимости, состоявшейся в Джубе 9 июля 2011 года, Турцию представлял министр развития Джевдет Йылмаз.
Посольство Турции было одним из первых дипломатических представительств в стране. В июне 2012 года Южный Судан открыл своё посольство в Анкаре.
Посредством взаимных визитов на высоком уровне между Турецкой Республикой и Республикой Южный Судан были предприняты усилия для улучшения двусторонних отношений и создания правовой инфраструктуры.

## Визиты
22—23 ноября 2012 года министр иностранных дел Южного Судана Ньяль Денг Ньяль посетил Турцию, тогда состоялось официальное открытие посольства в Анкаре.
23—25 апреля 2015 года президент Южного Судана Сальваторе Киир в сопровождении министра иностранных дел Барнаба Мариала Бенджамина принял участие в «Церемониях празднования 100-летия войны между Чанаккале и Землёй», состоявшейся в Чанаккале и Стамбуле.
5—9 января 2020 года министр иностранных дел Южного Судана Авут Денг Акуил посетила Турцию страну с официальным визитом.

## Экономические отношения
Соглашение о торгово-экономическом сотрудничестве между двумя странами было подписано в апреле 2017 года. Объём торговли между Турцией и Южным Суданом в 2018 году составил 2,69 млн $ (турецкий экспорт — 2,5 млн $, турецкий импорт — 154 тыс. $). В 2019 году объём торговли вырос до 3,2 млн $, а в 2020 году составил 6,2 млн $.
В контексте сотрудничества в области образования и в рамках программы стипендий «Türkiye Scholarships» 26 студентов из Южного Судана получили турецкие стипендии в 2019—2020 учебном году. На сегодняшний день студентам из Южного Судана предоставлено свыше 140 стипендий.
В 2020 году турецкое информационное агентство «Анадолу» заявило, что Турецкое агентство по сотрудничеству и координации (TİKA) подарило для Южного Судана оборудование и материалы для программы профессионального обучения заключённых. Переданное оборудование включало 100 сварочных стержней, 240 шлифовальных дисков, 280 отрезных дисков, сварочные очки, молотки и листовой металл. В том же году TIKA подарило около 250 рыболовных комплектов более чем 150 рыбакам Джубы.

## Дипломатические представительства
У Турции есть посольство в Джубе, а у Южного Судана есть посольство в Анкаре.